# 高-黑彭海姆
高-黑彭海姆是德国莱茵兰-普法尔茨州的一个市镇。总面积5.53平方公里，总人口528人，其中男性260人，女性268人（2011年12月31日），人口密度95人/平方公里。